# Giorni festivi di Macao
Vi sono venti giorni festivi ufficiali a Macao. Questi sono determinati dal Ordem Executiva nº 60/2000 (Executive Order no. 60/2000), nella legge della Regione amministrativa speciale di Macao. A differenza delle festività pubbliche di Hong Kong, Macao ha festività più cattoliche. Questo soprattutto perché Macao è una ex colonia del Portogallo cattolico (ora con diocesi autonoma dall'ex Madrepatria lusofona). I cattolici sono ad oggi 7% della popolazione, hanno mantenuto le proprie festività principali, come le feste ufficiali, anche dopo la consegna di potere dal Portogallo alla Repubblica Popolare Cinese.

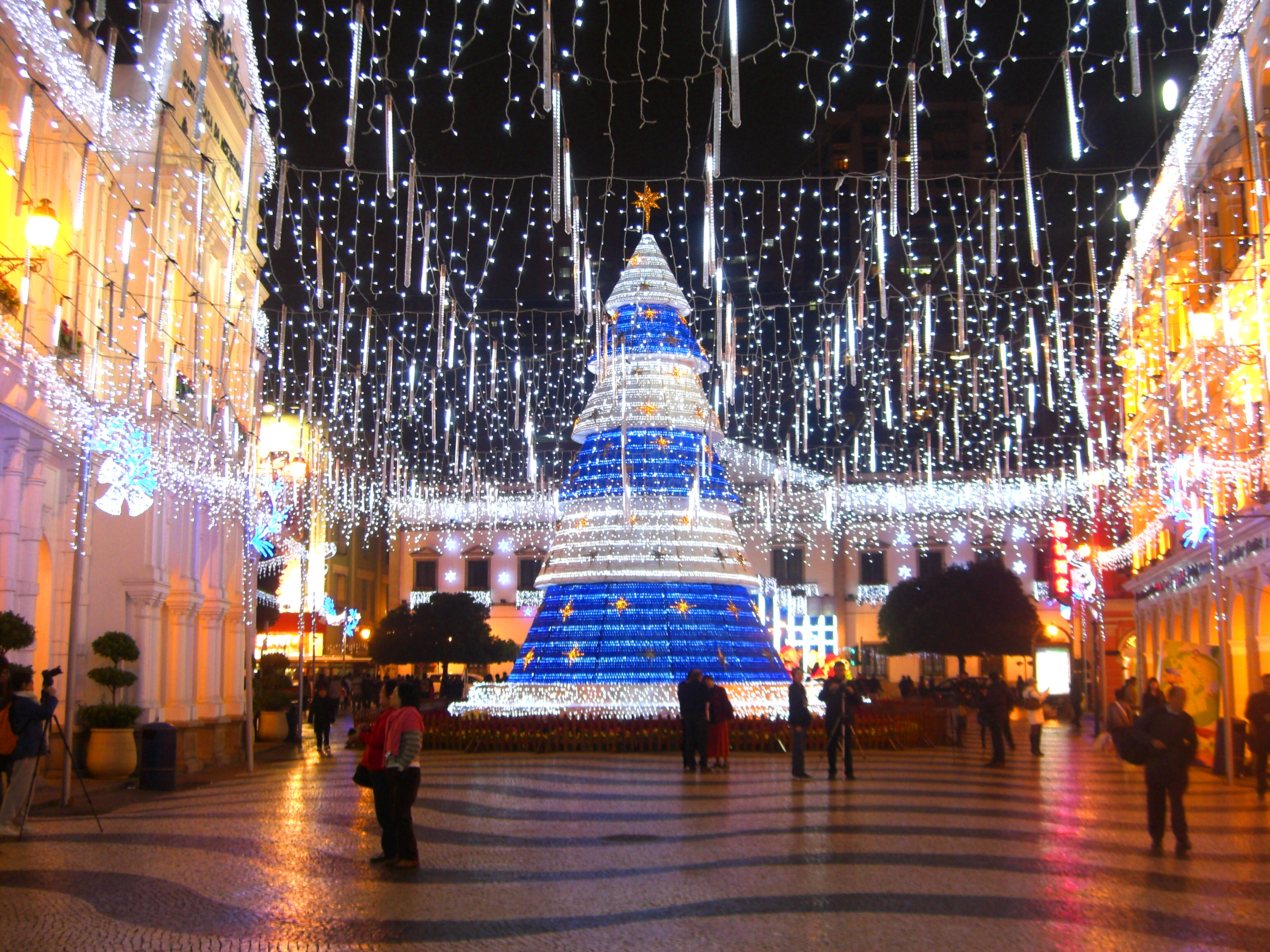
Largo do Senado a Macao durante le feste natalizie

## Festività a Macao
| Date                                     | Nome in italiano                                                                                   | Nome locale in cinese    | nome locale in portoghese                                                       |
| ---------------------------------------- | -------------------------------------------------------------------------------------------------- | ------------------------ | ------------------------------------------------------------------------------- |
| 1º gennaio                               | Capodanno                                                                                          | 元旦                     | Fraternidade Universal                                                          |
| Ultimo giorno del mese anno (lunare)     | Vigilia del Capodanno cinese                                                                       | 除夕                     | Véspera do Novo Ano Lunar                                                       |
| Capodanno Cinese (lunare)                | Capodanno cinese                                                                                   | 農曆正月初一             | 1.º dia do 1.º mês do Novo Ano Lunar                                            |
| 2º giorno del 1º mese (lunare)           | Secondo giorno del Capodanno cinese                                                                | 農曆正月初二             | 2.º dia do 1.º mês do Novo Ano Lunar                                            |
| 3º giorno del 1º mese (lunare)           | Terzo giorno del Capodanno cinese                                                                  | 農曆正月初三             | 3.º dia do 1.º mês do Novo Ano Lunar                                            |
| 5 aprile (4 aprile negli anni bisestili) | Ching Ming Festival                                                                                | 清明節                   | Cheng Ming (Dia de Finados)                                                     |
| 2 giorni prima di Pasqua                 | Venerdì Santo                                                                                      | 耶穌受難日               | Morte de Cristo                                                                 |
| Il giorno precedente la Pasqua           | Sabato Santo                                                                                       | 復活節前日               | Sábado de Aleluia                                                               |
| 1º maggio                                | Festa del lavoro                                                                                   | 勞動節                   | Dia do Trabalhador                                                              |
| 8º giorno del 4º mese (lunare)           | Buddha's Birthday                                                                                  | 佛誕節                   | Dia do Buda                                                                     |
| 5º giorno del 5º mese (lunare)           | Tuen Ng Festival (Dragon Boat Festival)                                                            | 端午節                   | Tung Ng (Barco Dragão)                                                          |
| 16º giorno dell'8º mese (lunare)         | Giorno che segue la festa di metà autunno                                                          | 中秋節翌日               | Dia seguinte ao Chong Chao (Bolo Lunar)                                         |
| 1º ottobre                               | Festa nazionale della proclamazione della fondazione della Repubblica Popolare                     | 中華人民共和國國慶       | Implantação da República Popular da China                                       |
| 2 ottobre                                | Giorno che segue la Festa nazionale della proclamazione della fondazione della Repubblica Popolare | 中華人民共和國國慶翌日   | Dia seguinte à Implantação da República Popular da China                        |
| 9º giorno del 9º mese (lunare)           | Chung Yeung Festival                                                                               | 重陽節                   | Chong Yeong (Culto dos Antepassados)                                            |
| 2 novembre                               | All Souls Day                                                                                      | 追思節                   | Dia de Finados                                                                  |
| 8 dicembre                               | Immacolata Concezione                                                                              | 聖母無原罪瞻禮           | Imaculada Conceição                                                             |
| 20 dicembre                              | Macau Special Administrative Region Establishment Day                                              | 澳門特別行政區成立紀念日 | Dia Commemorativo do Estabelecimento da Região Administrativa Especial de Macau |
| 21 o 22 dicembre                         | Solstizio d'inverno                                                                                | 冬至                     | Solstício de Inverno                                                            |
| 24 dicembre                              | Vigilia di Natale                                                                                  | 聖誕節前日               | Véspera de Natal                                                                |
| 25 dicembre                              | Natale                                                                                             | 聖誕節                   | Natal                                                                           |
| 31 dicembre                              | San Silvestro                                                                                      | 元旦前夕                 | Véspera de Ano-Novo                                                             |